# 효자문
효자문(孝子門)은 효자가 효도를 각별히 할 때 나라에서 내렸던 기념비이다. 겉은 정자처럼 생겼으며 사람들 눈에 잘 띄는 거리에 세웠다. 후세에 사람들이 그것을 보고  이 지역에 효자가  있었다는 것을 알 수 있었다.

## 문화재
- 김덕숭효자문 - 충청북도 기념물 제134호

## 같이 보기
- 열녀문